# Lilla Acktjärnen (Vika socken, Dalarna)
Lilla Acktjärnen är en sjö i Falu kommun i Dalarna och ingår i Dalälvens huvudavrinningsområde.